# Z terv
A Z terv Németország haditengerészetet fejlesztő terve volt az 1930-as években.

## Előzmények
Az első világháború után Németországnak át kellett adnia flottája nagy részét Nagy-Britanniának. Németország nem építhetett új csatahajókat és tengeralattjárókat. A Reichsmarine (a német haditengerészet) 6 sorhajóból, ugyanennyi könnyűcirkálóból, 12 rombolóból és 12 torpedónaszádból állhatott. A haditengerészet személyzetét 15 000 főben határozták meg.
Az első német hadihajó, mely az első világháború után épült, az Emden nevű könnyűcirkáló volt. 1921-ben kezdték el építeni, és 1925-ben állították hadrendbe. Ezután a K osztály 3 tagját építették meg, majd a Leipzig osztály következett. Ezeket a hajókat úgy építették meg, hogy a 6000 tonnás megengedett vízkiszorítást ne lépjék túl.
Mivel Németország nem építhetett 10 000 tonnánál nagyobb vízkiszorítású hadihajókat, ezért létrehozták a zsebcsatahajókat (Panzerschiff), melyek csatahajóknak kicsik, de gyorsabbak és nagyobb tűzerővel bírnak, mint a hasonló méretű hajók. Hivatalosan egyik sem lépte túl a 10 000 tonnát, ennek ellenére mindhárom hajó több volt pár tonnával.
1933 után a Reichsmarinét átnevezték Kriegsmarinére.

## Z terv
Hitler 1937-ben kifejtette a hadvezetés előtt, hogy háborúra készül Anglia ellen. Németország erős volt a szárazföldön és a levegőben, de gyenge volt a tengeren. Ezért Hitler létrehozott egy bizottságot, melynek az volt a feladata, hogy állapítsák meg, hogyan lehetne a haditengerészetet minél jobban fejleszteni.
1938 elején a bizottság azt jelentette, hogy két lehetséges út van:
- egy zsebcsatahajókból és tengeralattjárókból álló flotta létrehozása rövid idő alatt,
- a Brit Királyi Haditengerészethez hasonló flotta kiépítése, melynek megépítéséhez közel egy évtized lenne szükséges.

A német hadvezetés az utóbbit választotta. Ez a terv 10 csatahajó és csatacirkáló, 12 zsebcsatahajó, 2 repülőgép-hordozó, 50 cirkáló, 158 romboló és torpedónaszád, valamint 249 tengeralattjáró és számos kisebb hajó építését szorgalmazta. A haditengerészet létszámát 200 000 főre kívánták bővíteni.
Ezt a Z tervű haditengerészetet négy csoportra akarták osztani:
- a brit hazai flottát sakkban tartó flotta,
- kereskedelmi hajókat támadó flotta,
- két gyorshadtest az utóbbi védelmére.

## A Z terv bukása
Egy megoldhatatlannak látszó probléma merült fel 1938 végén, amikor a német tengerészeti minisztérium hadi gazdasági részlege kiszámította a Z flotta üzemanyag-szükségletét egy esetleges mozgósítás esetére. 
A számítások alapján fűtőolajból 6 millió tonnára, dízelolajból pedig 2 millió tonnára lett volna szükség. Németország 1938-as teljes évi olajfelhasználása 6,15 millió tonnát tett ki, ebből csak 2,4 millió tonna volt hazai termelés. Ezt a problémát  hatalmas üzemanyagraktárak építésével akarták megoldani, 1945-ig 10 millió köbméternyi  tárolónak kellett volna megépülnie. Ezzel együtt felfuttatták volna a hazai termelést, viszont ebbe nem számították bele a Wehrmacht és a Luftwaffe üzemanyag-szükségletét.   

## A flotta a háború kezdetekor

### Kész hajók
A háború kitörésekor két csatacirkáló, 1 nehézcirkáló, a rombolók egy része, valamint a tengeralattjáróknak mindössze 1/6-a állt készen.

### Épülő hajók
A második világháború kitörésekor a Bismarck és a Tirpitz csatahajók, valamint a Graf Zeppelin repülőgép-hordozó építése elkezdődött. Az első H tervű szupercsatahajót pedig éppen csak elkezdték építeni.

### Bevetett hajók
A Z tervből csupán két óriás csatahajó készült el: a Bismarck és a Tirpitz. A Bismarck bevetés közben süllyedt el az Atlanti óceánon, május 27-én. A Tirpitzet egy norvég fjordba vezérelték, ahol a brit légierő repülőgépei november 12-én elsüllyesztették.

## A Z tervben szereplő hajók
| Név      | Hossz | Vízkiszorítás |
| Bismarck | 251 m | 41 700 t      |
| H 39     | 265 m | 55-60 000 t   |
| H 42     | 300 m | 90 000 t      |
| H 44     | 400 m | 155 000 t     |

Megjegyzés:ezek csak a csatahajók.A Bismarck elkészült és be is vetették.A H 39,H42 és a H 44 csak terv volt.